# Адония

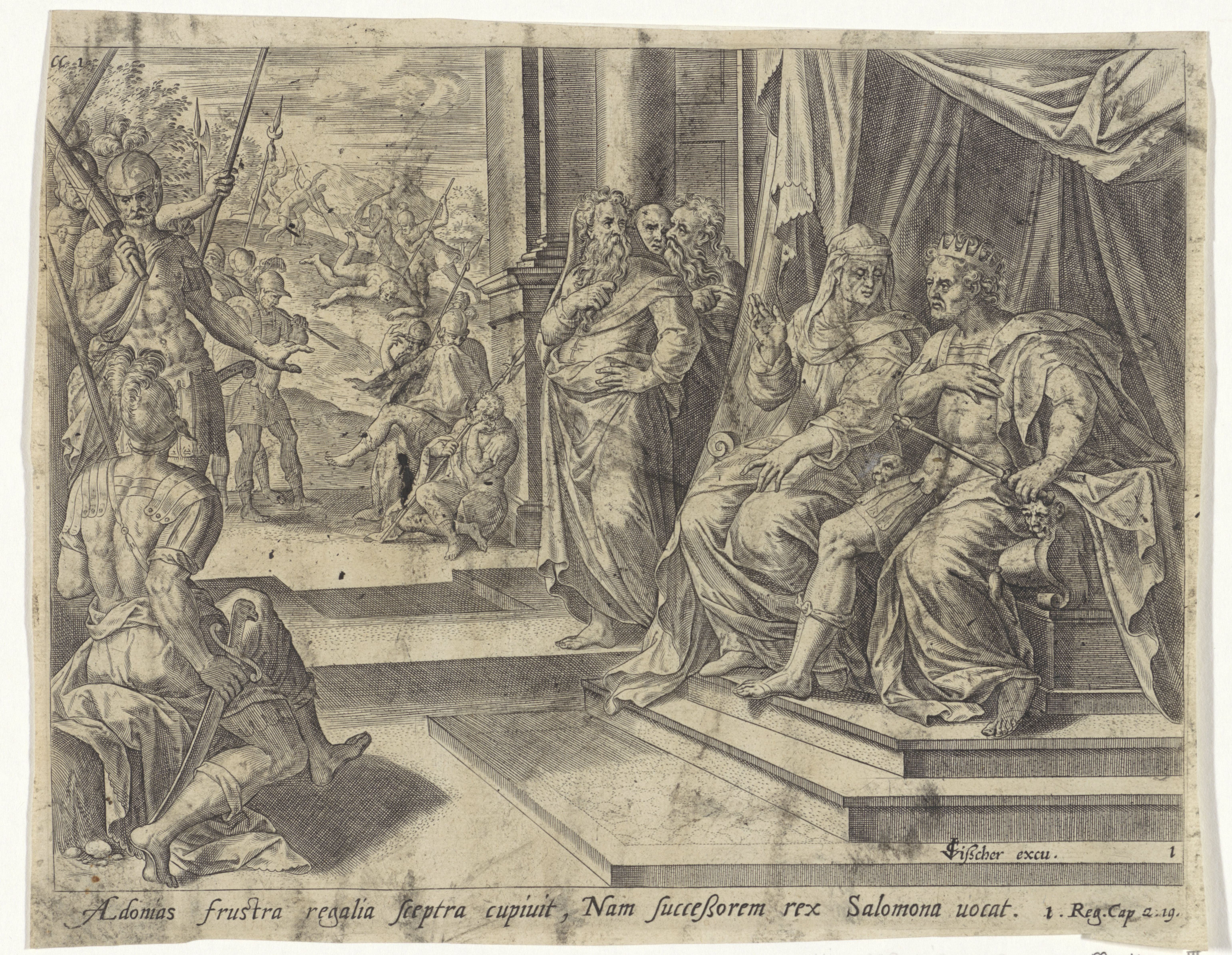
Соломон приказывает казнить Адонию

Адо́ния (ивр. (אֲדֹנִיָּהוּ) אֲדֹנִיָּה‎, «(мой) Госпо́дь — Я́хве»; греч. Αδωνίας; лат. Adonias) — четвёртый сын царя Давида, родившийся в Хевроне от Аггифы (2Цар. 3:4).
Когда царь состарился, Адония, как старший из оставшихся в живых царских сыновей на основании древнего права попытался добиться царской власти, несмотря на то, что наследником престола был определён Соломон. Адония создал собственный отряд телохранителей и пытался вместе с Иоавом и Авиафаром привлечь на свою сторону войско и часть священников и левитов. Но ему не удалось привлечь ни пророка Нафана, ни священника Садока, ни Ванею, ни царскую гвардию. Предупреждённый Нафаном, Давид в последний момент успевает помазать на царство Соломона, и заговор Адонии проваливается. Соломон милует Адонию (3Цар. 1).
Однако когда Адония после смерти Давида пытается при посредничестве Вирсавии взять в жёны последнюю наложницу Давида Ависагу Сунамитянку, Соломон усматривает в этом новую попытку Адонии заявить претензии на престол. Он распоряжается казнить Адонию и Иоава и отправляет Авиафара в ссылку, избавляя себя от дальнейшей опасности (3Цар. 2:13—34).